# Volinia
La Volinia (in ucraino: Волинь, in polacco: Wołyń), o anticamente Lodomiria, comprende le regioni storiche dell'Ucraina occidentale situate tra i fiumi Pryp"jat' e Bug Occidentale fino alla Galizia e alla Podolia. L'area è uno dei più antichi insediamenti slavi d'Europa. Alcune parti della Volinia storica formano oggi le oblast' di Volinia, di Rivne e di Žytomyr, mentre altre parti appartengono alla Polonia come Chełm. Altre grandi città sono Luc'k, Kovel', Kremenec', Zaslavia e Novohrad-Volyns'kyj.

## Geografia fisica

### Rilievo
Il territorio della Volinia è costituito da due aree geografiche principali caratterizzate da un paesaggio fondamentalmente diverso: la cosiddetta Volinia di Polesia (Polesie Wołyńskie) a nord e l'altopiano della Volinia (Wyżyna Wołyńska), o Volinia propriamente detta, a sud. Il confine tra le due aree corre lungo la linea Ljuboml' – Kovel' – Rivne – Korec'. A sud dell'altopiano della Volinia si trova una depressione nota come Piccola Polesia (Małe Polesie).
La Volinia di Polesia è una pianura piatta, bassa, sabbiosa, sterile e scarsamente popolata, ricoperta di paludi, acquitrini e foreste e attraversata dagli affluenti del Pryp"jat'.
L'altopiano della Volinia è una zona collinare con terreni fertili, ondulati e in parte montuosi, e una popolazione più consistente. Qui è concentrata la maggior parte dei monumenti della regione. Le colline spartiacque che corrono verso nord-est, separando il bacino del Bug da quello dello Stochid, si estendono dal fiume Bug (Ustyluh) allo Styr e costituiscono la sponda sinistra e precipitosa di questo fiume. Le cime più elevate raggiungono i 281 m. Le colline di Kremenec' (o di Avratyn) corrono parallele ai Woroniaki e si estendono tra Radyvyliv e Zdolbuniv; culminano con il Góra Bony, vicino a Kremenec', a 407 m.

### Idrografia
Il paesaggio della Volinia è caratterizzato da valli fluviali disposte nel senso dei meridiani, che costituivano in passato importanti arterie di comunicazione. Questi fiumi scorrono a nord verso il Pryp"jat' in valli parallele, creando una caratteristica rete idrografica. I maggiori sono lo Styr, la Turija, lo Stochid, l'Horyn' e lo Sluch. La maggior parte della Volinia apporta le sue acque al mar Nero attraverso il Pryp"jat', ma una piccola parte rientra nel bacino idrografico del mar Baltico, cui appartiene il Bug, che delimita il confine occidentale della Volinia. Nella regione il Bug presenta sponde pianeggianti, in alcuni punti paludose; il suo unico affluente è il Luha, che confluisce in esso nei pressi di Ustyluh. Il Pryp"jat' nasce a nord di Vyšnivka e ha anch'esso sponde piatte e paludose. Tutti i fiumi della Volinia sono suoi affluenti o subaffluenti.

### Clima
Il clima è continentale, con una notevole escursione termica tra le estati calde e gli inverni freddi. Primavera e autunno sono molto brevi. Inoltre, in qualsiasi stagione si verificano spesso improvvisi sbalzi di temperatura a seconda della direzione dei venti.

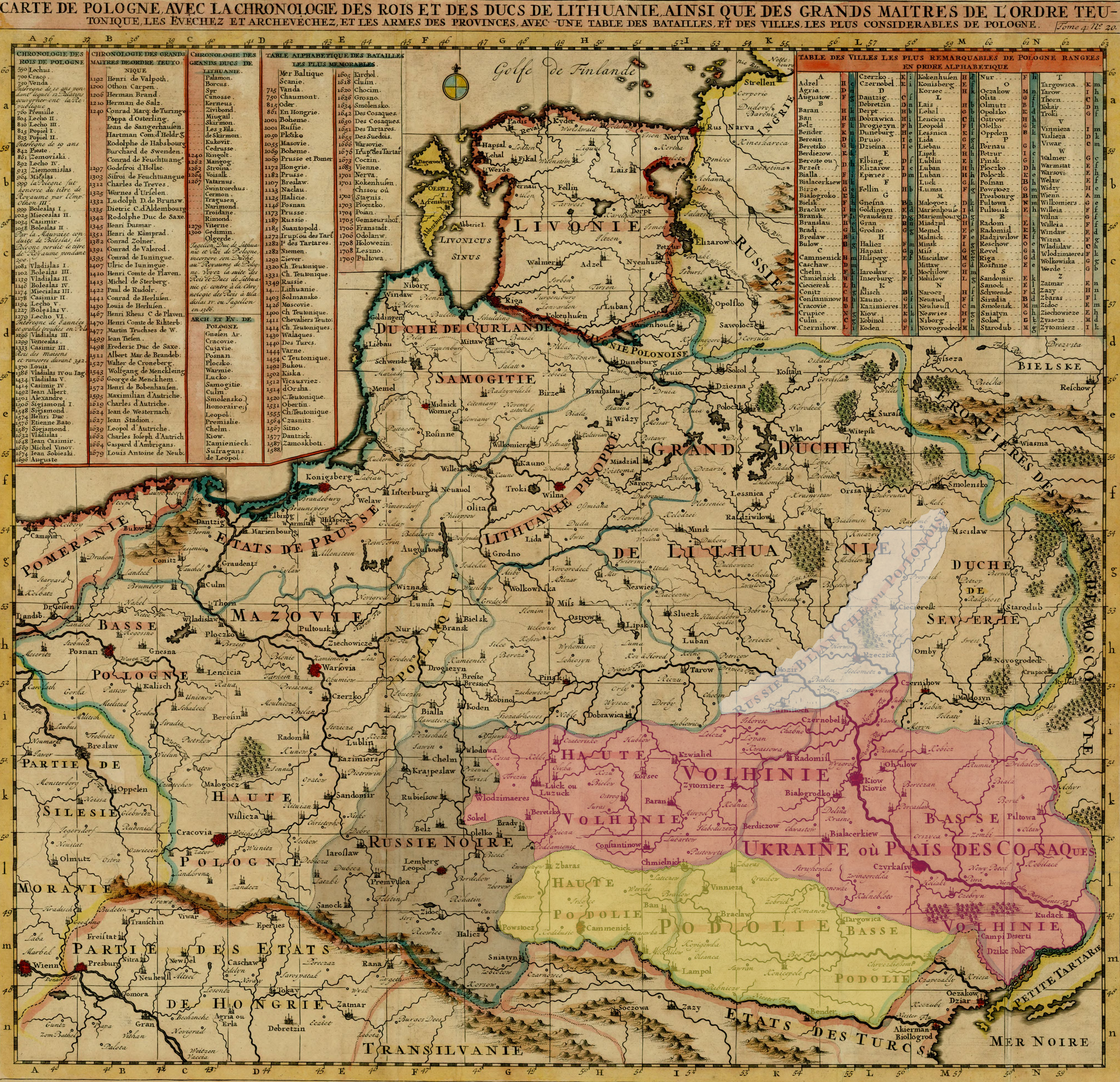
La Volinia (in francese Volhinie) in rosso su una mappa del 1712 del cartografo francese Henri Chatelain. La Rutenia Bianca è indicata in bianco, la Rutenia Nera in nero e la Podolia in giallo.

## Storia
I primi riferimenti alla Volinia si possono rintracciare nelle cronache rutene, come la Cronaca degli anni passati, dove vengono menzionate le tribù dei Dulebi, dei Buzani e dei Volini. Nelle opere di al-Masudi e Ibrahim ibn Ya'qub è scritto che nei tempi antichi i Walitābā – che alcuni studiosi leggono Walīnānā e identificano con i Volini – e il re Mājik erano «gli originari Saqaliba purosangue, i più onorevoli» e dominavano il resto delle tribù slave, ma a causa del «dissenso» la loro «organizzazione originaria andò distrutta» e «il popolo si divise in fazioni, ciascuna governata dal proprio re»: ciò implicherebbe l'esistenza di una federazione slava che scomparve dopo le aggressioni degli Avari.
È possibile che la Volinia appartenesse o perlomeno rientrasse nella sfera di influenza del Granducato di Kiev (Rutenia) già nel X secolo. In quel periodo la principessa Olga inviò una spedizione punitiva contro i Drevljani per vendicare la morte del marito, il Gran Principe Igor'; in seguito stabilì dei pogost lungo il fiume Luha. Secondo lo storico ucraino Juryj Dyba, la frase «и оустави по мьстѣ. погосты и дань. и по лузѣ погосты и дань и ѡброкы» («e stabilì pogost e tributi lungo il Luha») scritta nella Cronaca, la serie di pogost e tributi rispecchierebbe il percorso effettivo della spedizione di Olga contro i Drevljani verso ovest, fino al Luha, affluente di destra del Bug Occidentale.
Già nel 983, Vladimir il Grande nominò suo figlio Vsevolod sovrano del Principato di Volinia. Nel 988 fondò la città di Volodymer (Володимѣръ).
La storia antica della Volinia coincide con quella dei ducati o principati di Halyč e Volinia. Questi due stati, successori della Rus' di Kiev, si unirono a costituire il Principato di Galizia-Volinia tra il XII e il XIV secolo.

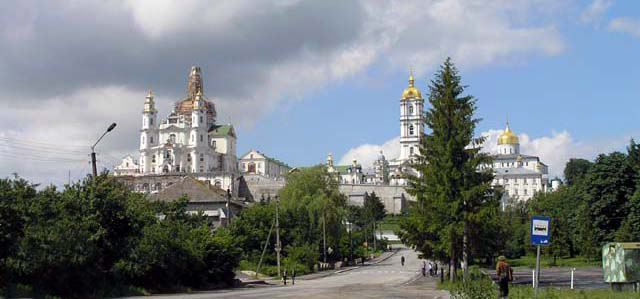
Počaïvs'ka Lavra, cuore spirituale della Chiesa ortodossa ucraina.

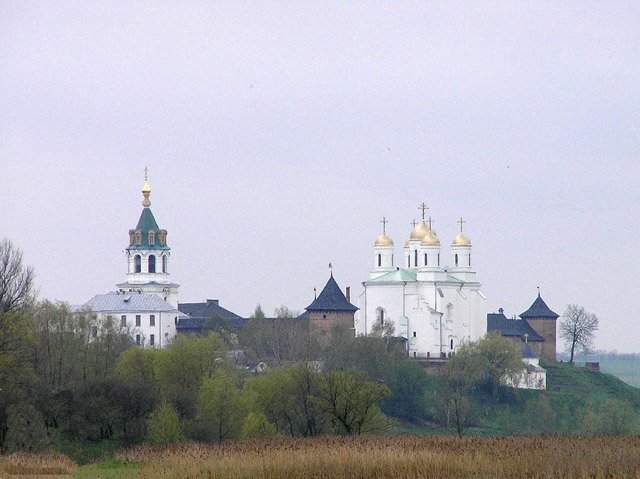
Il monastero di Zymne.

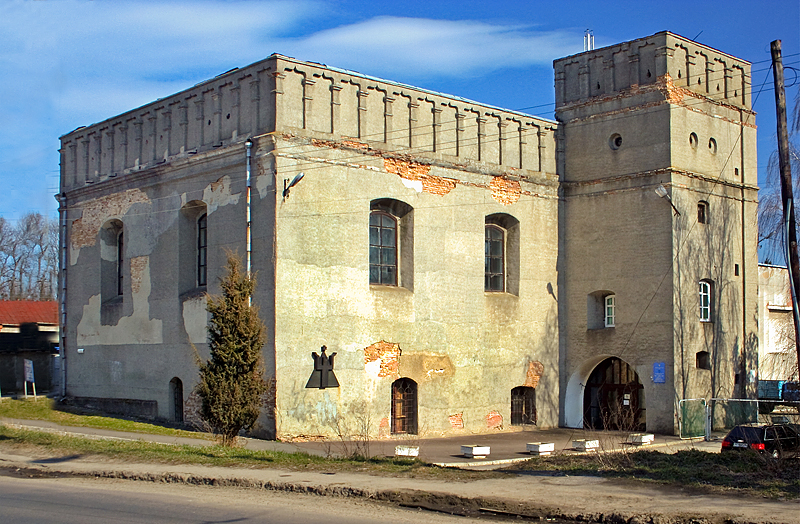
La Sinagoga grande di Luc'k.

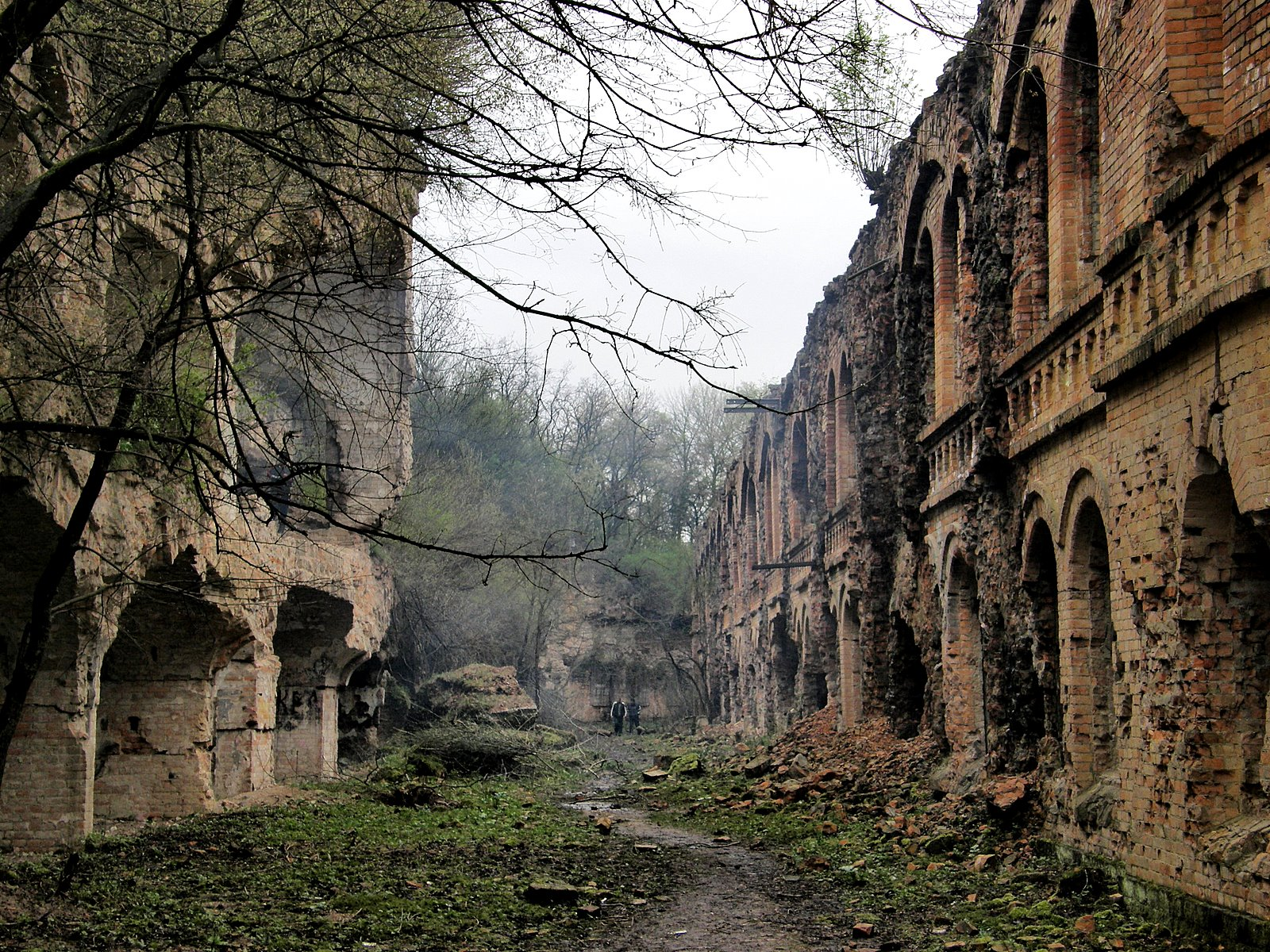
Il forte di Tarakaniv nei pressi di Dubno.

Dopo la disgregazione del Granducato di Galizia-Volinia intorno al 1340, il Regno di Polonia e il Granducato di Lituania si spartirono la regione: la Volinia occidentale passò alla Polonia e quella orientale alla Lituania (1352-1366). Dopo il 1569, la Volinia venne organizzata come una provincia della Confederazione polacco-lituana. Durante questo periodo molti polacchi ed ebrei si stabilirono nella zona. Nella provincia si insediarono le chiese cattoliche di rito romano e bizantino (Chiesa greco-cattolica ucraina). Nel 1375 venne istituita la diocesi latina di Lodomeria, che venne unita alla diocesi di Luc'k nel 1425. A quest'ultima organizzazione si unirono molte chiese ortodosse per beneficiare di uno status legale migliore. Le prime testimonianze di colonie agricole di mennoniti, protestanti provenienti dalla Germania, risalgono al 1783.
Dopo la terza spartizione della Confederazione polacco-lituana del 1795, la Volinia divenne un governatorato dell'Impero russo, dalla superficie di 71852,7 km². A seguito di questa annessione, il governo russo modificò notevolmente la composizione religiosa dell'area: la Chiesa greco-cattolica ucraina venne liquidata con la forza e tutti i suoi edifici passarono sotto la proprietà e il controllo della Chiesa ortodossa russa. Anche molti edifici della Chiesa cattolica di rito romano vennero affidati alla Chiesa russa. La diocesi di Luc'k venne soppressa per ordine dell'imperatrice Caterina II.
Nel 1897 la popolazione ammontava a 2989482 abitanti (41,7 ab./km²), costituiti per il 73,7% da Slavi orientali (prevalentemente ucraini), il 13,2% da ebrei, il 6,2% da polacchi e il 5,7% da tedeschi. La maggior parte dei coloni tedeschi era immigrata dal Regno del Congresso. Qui si era stabilito anche un piccolo numero di coloni cechi. Sebbene l'area si stesse sviluppando dal punto di vista economico, alla vigilia della prima guerra mondiale era ancora la provincia più rurale della Russia occidentale.

### La Repubblica Popolare Ucraina
Dopo la rivoluzione di febbraio e la formazione del Governo provvisorio russo, i nazionalisti ucraini dichiararono la Repubblica Popolare Ucraina autonoma. All'epoca il territorio della Volinia era diviso a metà da una linea del fronte che passava appena ad ovest della città di Luc'k. A causa di un'invasione dei bolscevichi, il governo dell'Ucraina fu costretto a ritirarsi in Volinia dopo il sacco di Kiev. L'aiuto militare da parte degli Imperi centrali a seguito del trattato di Brest-Litovsk portò la pace e un certo grado di stabilità nella regione. Fino alla fine della guerra, l'area vide una rinascita della cultura ucraina dopo anni di oppressione russa e negazione delle tradizioni ucraine. Dopo il ritiro delle truppe tedesche, l'intera regione venne inghiottita da una nuova ondata di scontri tra polacchi e russi in competizione per il controllo del territorio. L'esercito popolare ucraino si trovò così costretto a combattere su tre fronti: contro i bolscevichi, contro i polacchi e contro un esercito volontario della Russia imperiale.

### Tra le due guerre

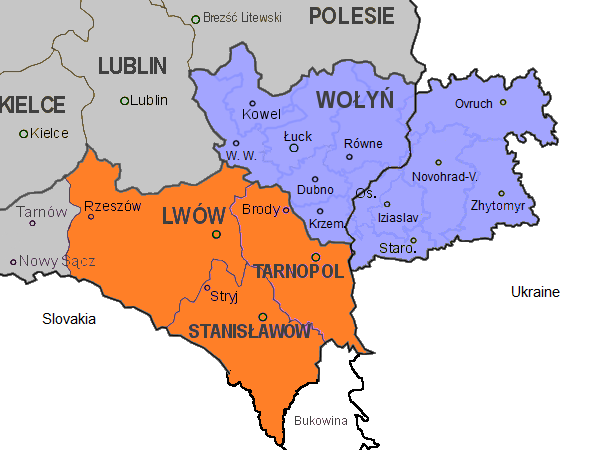
Mappa della Volinia (Wołyń) suddivisa tra Ucraina e Polonia (in blu) e della Galizia orientale (in arancio) nel 1939.

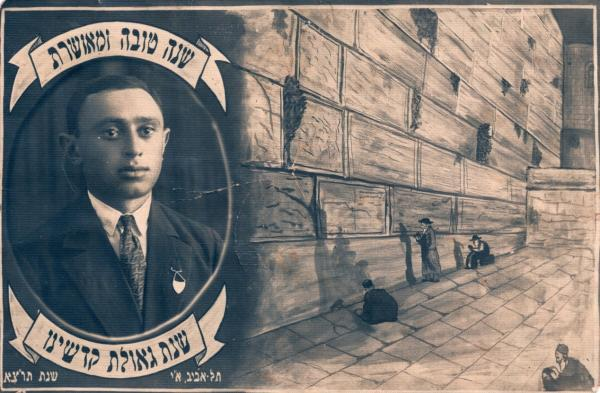
Cartolina inviata in occasione del capodanno ebraico 5691 (settembre 1930) da Tel Aviv alla Volinia. Raffigura un disegno del Muro del Pianto di Gerusalemme e una fotografia del mittente. La scritta in ebraico recita: «Felice anno nuovo, l'anno della redenzione dei nostri santuari, Tel Aviv E.Y. (=Eretz Yisrael), anno 5731».

Nel 1921, dopo la fine della guerra sovietico-polacca, il trattato noto come Pace di Riga suddivise il Governatorato della Volinia tra la Polonia e l'Unione Sovietica. La prima si aggiudicò la porzione maggiore, dove venne istituito il Voivodato di Volinia.
Quasi tutta la parte orientale del Governatorato della Volinia divenne parte della Repubblica Socialista Sovietica Ucraina, per poi essere suddivisa in distretti più piccoli. Durante quel periodo, in seno all'Ucraina sovietica si formarono numerose entità nazionali come parte del processo di liberalizzazione culturale. Le politiche di polonizzazione in Polonia portarono alla formazione di vari movimenti di resistenza nelle zone occidentali dell'Ucraina e della Bielorussia, Volinia compresa. Nel 1931, la Santa Sede istituì l'esarcato apostolico di Volinia, Polesia e Podlachia, in cui la liturgia era celebrata secondo il rito bizantino in lingua ucraina.
Dal 1935 al 1938, il governo dell'Unione Sovietica deportò numerosi cittadini della Volinia verso la Siberia e l'Asia centrale nell'ambito di un programma di dekulakizzazione, volto alla soppressione dei proprietari terrieri nella regione. Tra questi vi erano i polacchi della Volinia orientale (vedere «Deportazioni dei popoli in URSS»).

### La seconda guerra mondiale
Dopo la firma del patto Molotov-Ribbentrop nel 1939 e la successiva invasione e spartizione dei territori polacchi tra il Reich e l'URSS, l'Unione Sovietica invase e occupò la parte polacca della Volinia. Nel corso dello scambio di popolazione tra Germania nazista e Unione Sovietica che seguì questa (temporanea) alleanza tedesco-sovietica, la maggior parte della popolazione di minoranza etnica tedesca della Volinia venne trasferita nelle aree polacche annesse alla Germania nazista. In seguito alle deportazioni di massa e agli arresti effettuati dall'NKVD e alle azioni repressive contro i polacchi intraprese dalla Germania – deportazione nel Reich nei campi di lavoro forzato, arresti, detenzione nei campi ed esecuzioni di massa –, nel 1943 i polacchi costituivano ormai appena il 10-12% dell'intera popolazione della Volinia.
Durante l'invasione tedesca, circa 50000-100000 polacchi della Volinia (per lo più donne e bambini) furono massacrati dall'Esercito insurrezionale ucraino. Il numero delle vittime ucraine uccise in Volinia negli attacchi di rappresaglia polacchi fino alla primavera del 1945 è stato stimato intorno a 2000-3000. Nel 1945, dopo la fine della guerra, l'Ucraina sovietica espulse l'intera popolazione tedesca dalla Volinia, sostenendo che avesse appoggiato la Germania nazista nel suo Generalplan Ost per l'Europa orientale. L'espulsione dei tedeschi dall'Europa orientale fece parte del più ampio programma di trasferimento di popolazione di massa dopo la guerra.
L'Unione Sovietica annetté la Volinia all'Ucraina dopo la fine della seconda guerra mondiale. Nel 1944, i comunisti soppressero l'esarcato apostolico ucraino nella regione. La maggior parte della popolazione polacca sopravvissuta venne espulsa in Polonia nel 1945. Dopo la dissoluzione dell'Unione Sovietica negli anni '90, la Volinia è divenuta parte integrante dell'Ucraina.